# Huff Creek (Guyandotte River)
Huff Creek ist ein 34 km langer Nebenfluss des Guyandotte River im Südwesten des US-Bundesstaates West Virginia. Über den Guyandotte River und den Ohio River gehört er zum Einzugsgebiet des Mississippi River und entwässert ein Gebiet mit einer Größe von 130 km2 in einem ländlichen Gebiet des Allegheny-Plateaus, das nicht vergletschert war.
Huff Creek entspringt im Norden des Wyoming County, rund drei Kilometer nordwestlich von Kopperston und fließt generell westwärts durch die unincorporated Communitys Lacoma, Cyclone und Campus im Wyoming County sowie Gillman Bottom, Claypool, Mineral City, Davin und Mallory im Logan County bis nach Huff Junction, wo er etwa anderthalb Kilometer südöstlich von Man von Osten kommend in den Guyandotte River mündet. Unterhalb von Lacoma wird der Bach begleitet vom Verlauf der West Virginia Route 10.
Das West Virginia Department of Environmental Protection gibt an, dass etwa 97 % des Einzugsgebietes des Huff Creek bewaldet, zumeist sommergrün.

## Belege
1. ↑  Höhenangabe in Google Earth für die im GNIS angegebenen Koordinaten. Abgerufen am 23. Oktober 2011
2. ↑  Huff Creek. In: Geographic Names Information System. United States Geological Survey, United States Department of the Interior, abgerufen am 18. Juli 2015 (englisch).
3. ↑  United States Environmental Protection Agency: Watershed Assessment, Tracking & Environmental Results: Assessment Summary for Reporting Year 2008, West Virginia, Upper Guyandotte Watershed. Archiviert vom Original am 12. Dezember 2012; abgerufen am 18. Juli 2015 (englisch).  Info: Der Archivlink wurde automatisch eingesetzt und noch nicht geprüft. Bitte prüfe Original- und Archivlink gemäß Anleitung und entferne dann diesen Hinweis.
4. ↑  West Virginia Department of Environmental Protection: Upper Guyandotte River. In: Watershed Atlas Project (Memento vom 4. April 2005 im Internet Archive). Archiviert vom Original am 5. April 2005; abgerufen am 18. Juli 2015 (englisch).
5. ↑  West Virginia Atlas & Gazetteer. DeLorme, Yarmouth, Me. 1997, ISBN 0-89933-246-3, S. 57–58 (englisch).